# Filt
Filt er et tekstil, som fremstilles af kartet uld. Ved kontakt med (varmt) vand og sæbe og efterfølgende mekanisk forarbejdning fletter uldfibrene sig ind i hinanden, og det faste tekstil dannes.
Filt er et af de ældste kendte tekstiler. Det blev fremstillet, endnu før man havde opfundet vævning og strikning. Processen til fremstilling af filt kaldes filtning.

## Filtemetoder
Uldfibrene har skæl på overfladen, som i tør tilstand ligger langs med fibrenes længderetning. Når ulden bliver våd, kan skællene åbne sig ved mekanisk påvirkning som små modhager og binde sig fast til uldfibre i nærheden. Processen sker lidt efter lidt for en lille del af fibrene ad gangen, og det kræver derfor gentagen bearbejdning af ulden, før den er blevet til et tæt stykke filt.
Først lægges ulden op i flere lag, således at uldfibrene i hvert andet lag ligget vinkelret på det underliggende lag. Derefter fugtes ulden med varmt sæbevand. Selve forarbejdningen kan ske på flere måder:
- ulden kan gnubbes med fingrene, evt. på et ru underlag for at øge friktionen
- ulden kan rulles op på et stykke bobleplast og rulles frem og tilbage gentagne gange. Luftboblerne i bobleplasten giver ekstra friktion, så processen sker hurtigere.
- Ulden kan rulles ind i et stykke foerstof el.lign., fugtes og derefter filtes i en tørretumbler, hvor 'uldrullen' bliver kastet frem og tilbage i varmen

Når den første filtning er sket, vaskes sæbevand ud af filtet, og det hærdes ved yderligere mekanisk påvirkning. Dette kan f.eks. gøres ved at kaste filtet hårdt ned på bord eller gulv. Jo længere tid der går, des tykkere og mere fast filt opnås.
Al uld kan filtes, og hvis der blandes stykker af uldgarn sammen med ulden, vil det blive filtet med. På denne måde kan der skabes fine strukturer i filtet.
Ulden kan farves (og farvet uld kan købes), og ved at blande uld i forskellige farver, kan der opnås meget flotte effekter.

### Nunofilt
Ved nunofiltning filtes ulden på et stykke tyndtvævet stof, f.eks. silke eller gaze. Dette stof skal man kunne puste igennem. Under filtningen bearbejdes uldfibrene ikke blot ind imellem hinanden, men også igennem hullerne i det underliggende stof. Idet ulden trækker sig sammen, når den filtes, og stoffet ikke gør, får stoffet en krøllet struktur.
Nunofilt er særdeles velegnet til klæder.

### Filtning af strikkede tekstiler
Hatte, vanter, hjemmesko m.m., som er strikket af uld, kan nemt filtes, så man opnår et meget slidstærkt materiale. Det færdigstrikkede klæde vaskes i vaskemaskinen og tørres efterfølgende. Da ulden kryber under filtningsprocessen, er det vigtigt, at det strikkede emne før filtning er ca. dobbelt så stort som den ønskede størrelse efter filtning.

### Nålefiltning
Ved nålefiltning bruges en skarp nål med pigge til at forarbejde ulden. Piggene virker som modhager, når nålen presses igennem et stykke uld, og herved presses uldfibrene ind imellem hinanden. Denne process gentages, indtil man har opnået det ønskede resultat. Ved ganske let forarbejdning er det resulterende stykke filt ganske blødt og luftigt i strukturen, mens der ved længere tids arbejde kan opnås en meget fast og tæt struktur. Nålefilt er dog ikke 'ægte' filt. Nålefiltede emner kan efterfølgende vådfiltes, således at der opnås en tættere struktur.
Filtenåle er velegnede til at lave små detaljer i arbejdet. F.eks. kan de bruges til at dekorere uldklæder eller til at lave ansigter på filtede dyr. Nålefiltning er også velegnet til at lave todimensionelle figurer i skabeloner, f.eks. kan metalkageforme benyttes til at nålefilte i så der dannes figurer af samme form som kageformen.
Der findes også elektroniske filtemaskiner. De har udformning som en symaskine, men har filtenåle monteret i stedet for den almindelige nål og tråd. Maskinen udfører arbejdet med at presse nålen igennem ulden, mens operatøren med hænderne styrer det materiale, der filtes på. Denne metode går hurtigere end filtning i hånden, og der kan laves dekorationer og detaljer på arbejdet.

### Filtning af vævet uld
Filtningsteknikken blev tidligere benyttet til at videreforarbejde tekstil fremstillet ved vævning af uld. Denne teknik kaldes valkning.
Alt uld vil filtes ved kontakt med (varmt) vand og sæbe og danne et stadig tykkere og tættere stykke stof. Det er derfor, man skal være forsigtig med at vaske uldtekstiler, og det skal altid gøres på skåneprogram og med speciel sæbe til uld.